# Altstädter Kirchplatz 2 (Hofgeismar)

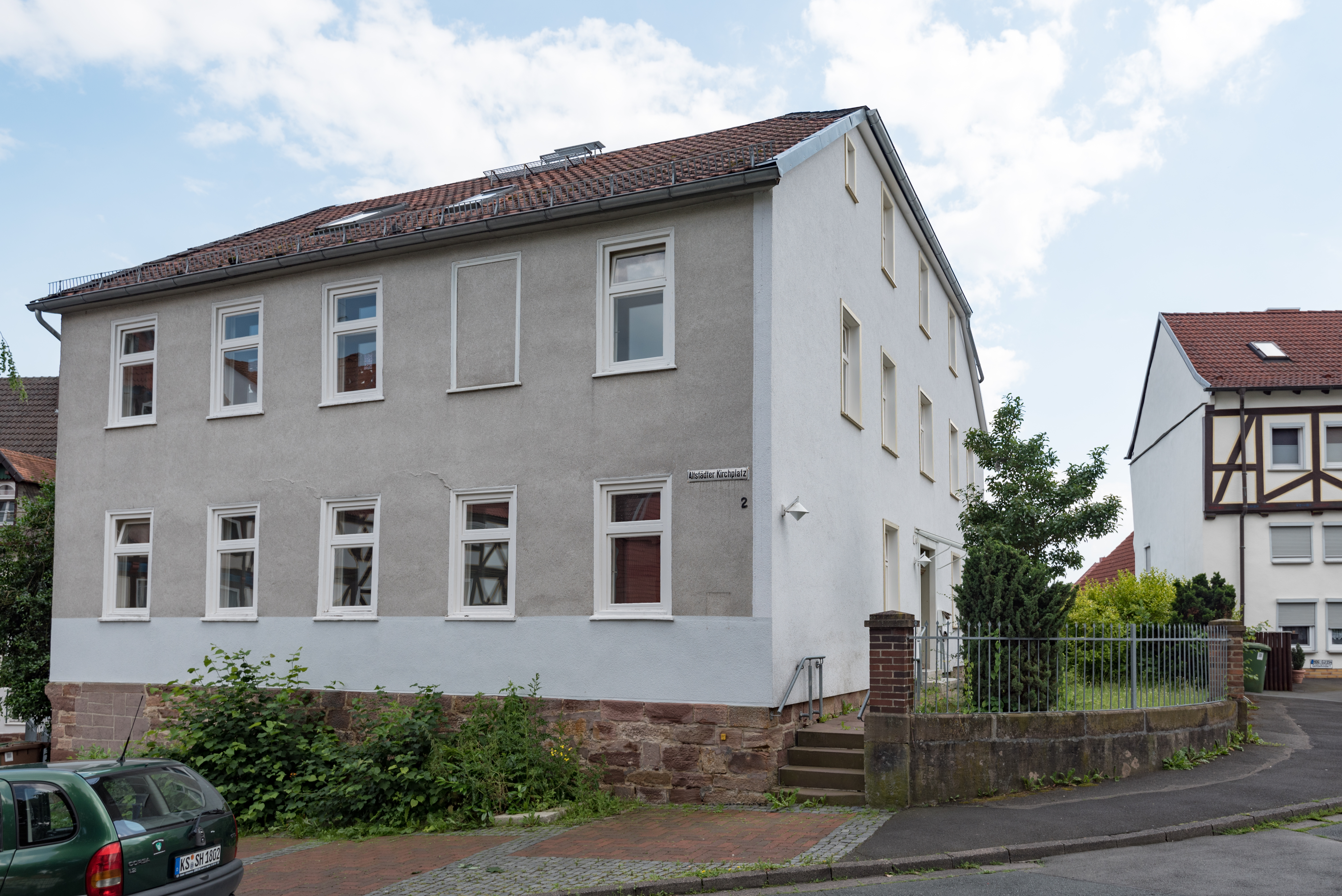
Gebäude Altstädter Kirchplatz 2 in Hofgeismar

Das Gebäude Altstädter Kirchplatz 2 in Hofgeismar, einer Stadt im Landkreis Kassel in Nordhessen, wurde Mitte des 19. Jahrhunderts errichtet. Das Fachwerkhaus, das den Platz gegenüber der Altstädter Kirche abschließt, ist ein geschütztes Kulturdenkmal.
Das zweigeschossige verputzte Wohnhaus mit fünf zu fünf Fensterachsen hat ein regelmäßiges Fachwerkgefüge und ein Krüppelwalmdach. In der Mitte der Giebelseite ist der Eingang mit einer klassizistischen, zweiflügeligen Tür mit Oberlicht.  